# Hulta, Sätila socken
Hulta är en ort i Sätila socken i Marks kommun i Västergötland, belägen 3 kilometer norr om Sätila. SCB klassade orten som småort 1995. År 1990 definierade SCB en annan småort med namnet Hulta i Marks kommun. Från 2015 avgränsar SCB här åter en småort.